# حجر الخازندارية
حجر الخازندارية، هو لوحة حجرية تشبه حجر رشيد عثرت عليه بعثة آثار مصرية في منطقة المحاجر الأثرية في منطقة الخازندارية بمحافظة سوهاج بالصعيد في عام 2001. ويبلغ ارتفاعه 220 سنتيمترا وعرضه 170 سنتيمترا، ويتكون من 21 سطرا مكتوبا بالهيروغليفية و17 سطرا بالهيراطيقية المشتقة منها..وتحتوي اللوحة علي المرسوم الملكي ل بطليموس الثالث (250 ق م). ويتضمن معلومات عن الصراعات بين حكام سوريا الأغريق وقتها. واللوحة يعلوها قرص الشمس المجنح، وأسفله الإلهان نخبت و واجيت على هيئة ثعباني كوبرا، يرتدي الأول تاج الوجه القبلي والثاني تاج الوجه البحري، وأسفلهما الإلهة إيزيس والإله أوزوريس و إبنهما حورس. حيث يقوم الإله (مين) إله الإقليم بتقديم بطليموس الثالث وزوجته إلى ثالوث الآلهة.والكتابة علي اللوحة باللغة المصرية القديمة بالخطين الهيروغليفى والهيراطيقى وفي أسفلها كتب: ستستكمل باليونانية. مثلما اتبع في حجر رشيد. والحجر هو لوحة تأسيس معبد اكتشف عام 2001على عمق 5متر تحت الأرض. وكان قد وجد محطما على أرضيته، وتم ترميمه. وبجانها تمثال فينوس آلهة الجمال عند الإغريق، من الحجر الجيري. ووارتفاعه 20 سم. وبلا رأس. وترتدي رداء وقلادة على الصدر. كما عثر علي تمثال لشخص مجهول من البازلت الأسود طوله 10 سم.